# Ptačí domky (Kadaň)
Hrázděné věžičky městského opevnění v Kadani, kterým se pro jejich malebnou titěrnost přezdívá Ptačí domky, sloužily v průběhu 18. a 19. století i se sousední gotickou obrannou baštou jako zázemí a skladiště střelného prachu a kulí pro kadaňské ostrostřelce. Ti si zde již v roce 1788 zřídili vlastní výčep a roku 1844 byl pak položen základní kámen restaurantu s názvem Střelnice. Dnes na tomto místě stojí kulturní dům Střelnice.

## Fotogalerie

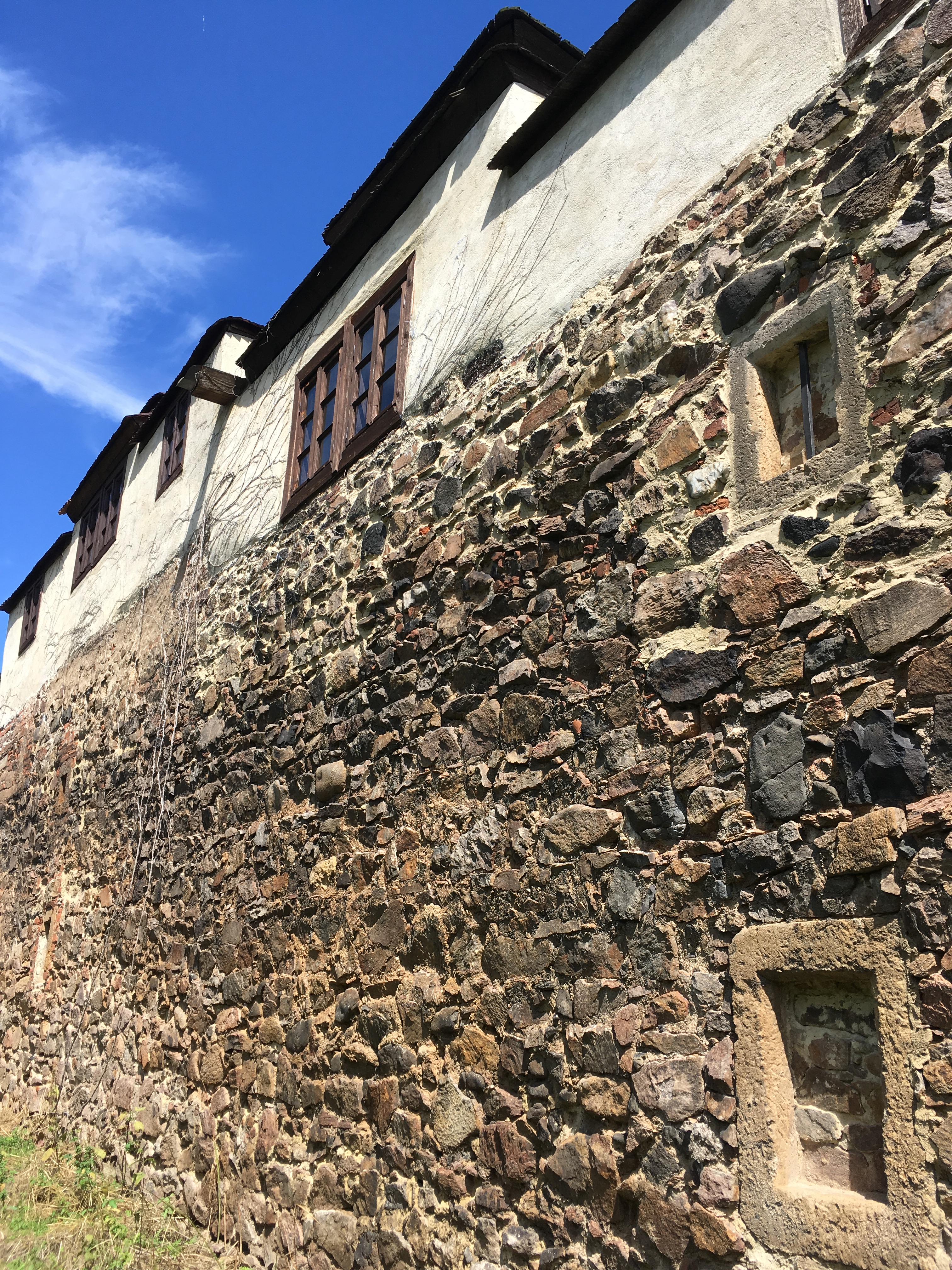
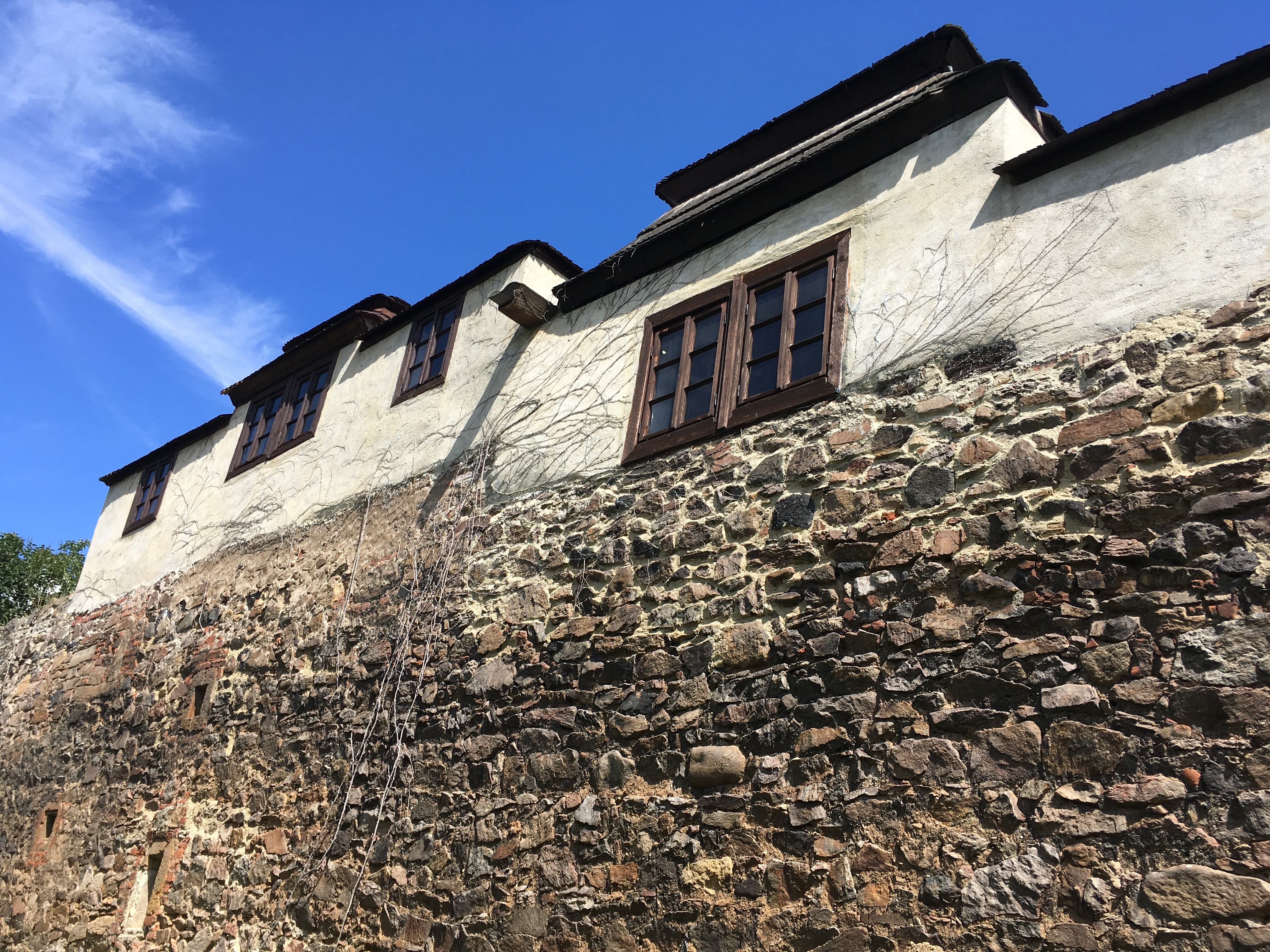
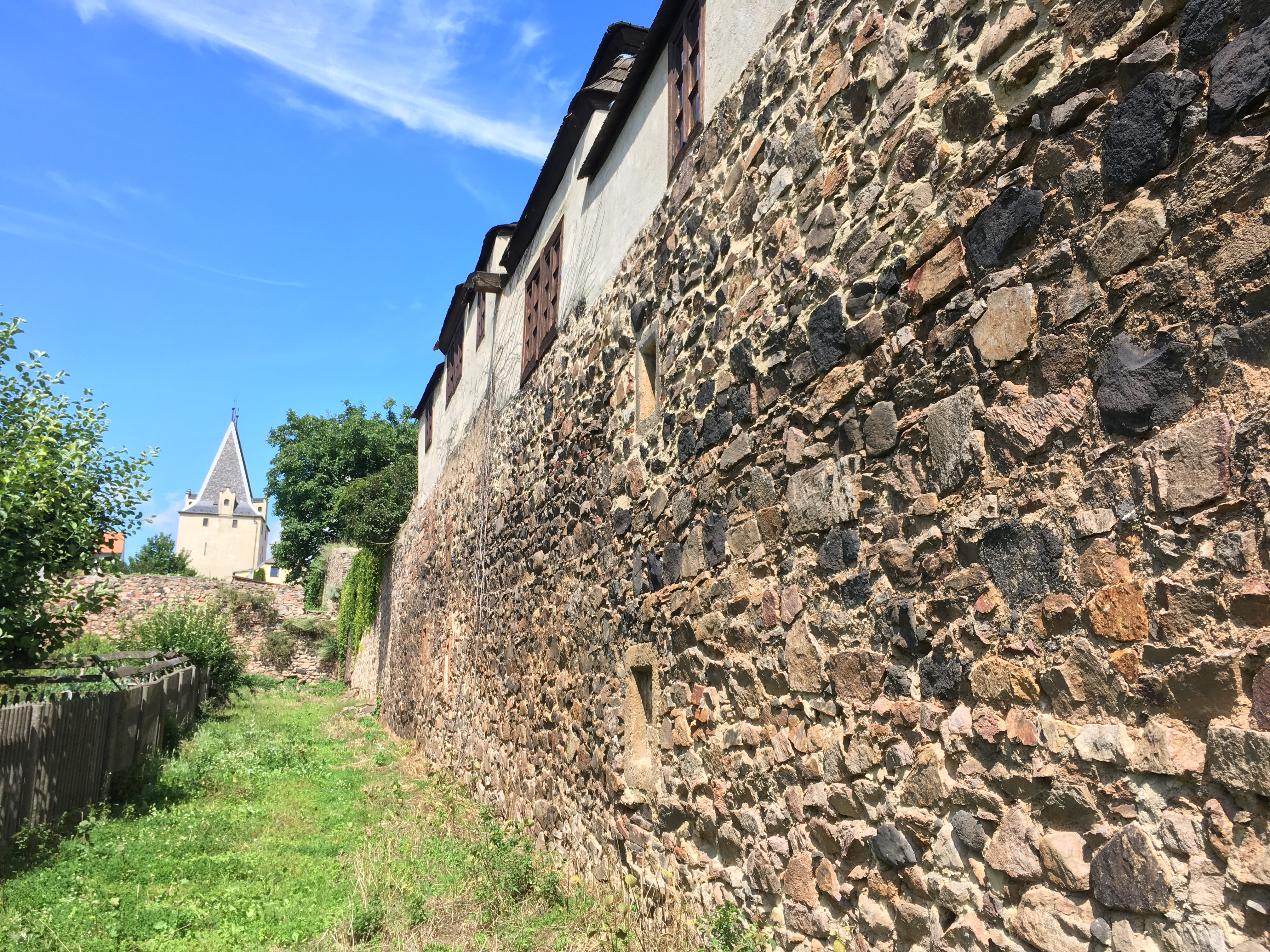
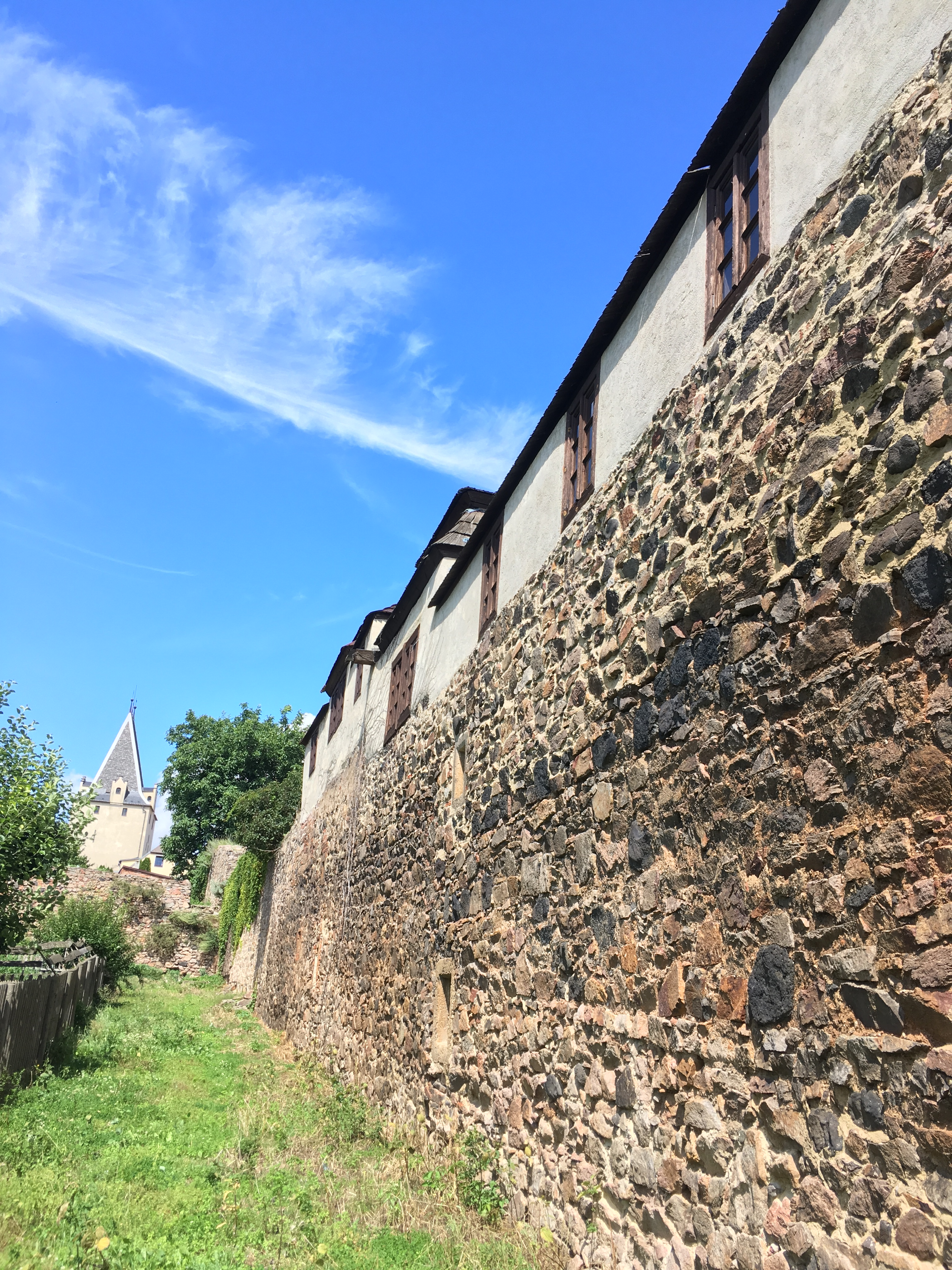